# Soraoat Dapbang
Soraoat Dapbang (* 18. November 2002) ist ein thailändischer Leichtathlet, der sich auf den Sprint spezialisiert hat. 2023 wurde er Asienmeister in der 4-mal-100-Meter-Staffel.

## Sportliche Laufbahn
Erste internationale Erfahrungen sammelte Soraoat Dapbang im Jahr 2022, als er bei den Südostasienspielen in Hanoi in 10,56 s die Silbermedaille im 100-Meter-Lauf hinter seinem Landsmann Puripol Boonson gewann und sich auch mit der thailändischen 4-mal-100-Meter-Staffel in 38,58 s die Goldmedaille sicherte. Im Jahr darauf siegte er in 10,37 s über 100 Meter bei den Südostasienspielen in Phnom Penh und gewann in 20,62 s auch die Goldmedaille im 200-Meter-Lauf. Anschließend siegte er bei den Asienmeisterschaften in Bangkok mit neuem Meisterschafts- und Landesrekord von 38,55 s gemeinsam mit Natawat Iamudom, Chayut Khongprasit und Puripol Boonson und erreichte über 100 Meter das Halbfinale, in dem er mit 10,47 s ausschied. Im August gewann er bei den World University Games in Chengdu in 38,80 s die Silbermedaille mit der Staffel hinter dem chinesischen Team und Ende September wurde sie bei den Asienspielen in Hangzhou im Finale über 100 Meter disqualifiziert und belegte mit der Staffel in 38,81 s den vierten Platz. Bei den World Athletics Relays 2024 auf den Bahamas kam er in der 4-mal-100-Meter-Staffel zum Einsatz und wie auch im Jahr darauf bei den World Athletics Relays 2025 in Guangzhou. Anschließend verhalf er der Staffel bei den World University Games in Bochum zum Finaleinzug.
2022 wurde Dapbang thailändischer Meister im 100-Meter-Lauf sowie 2020 und 2022 in der 4-mal-100-Meter-Staffel.

## Persönliche Bestleistungen
- 100 Meter: 10,16 s (+2,0 m/s), 30. September 2023 in Hangzhou
- 200 Meter: 20,54 s (+1,7 m/s), 26. Juni 2022 in Almaty